# Arnoldiellina
Arnoldiellina es un género de foraminífero bentónico de la familia Saccamminidae, de la superfamilia Saccamminoidea, del suborden Saccamminina y del orden Astrorhizida. Su especie tipo es Arnoldiellina fluorescens. Su rango cronoestratigráfico abarca el Holoceno.

## Discusión
Clasificaciones previas hubiesen incluido Arnoldiellina en la superfamilia Astrorhizoidea, así como en el suborden Textulariina del orden Textulariida.

## Clasificación
Arnoldiellina incluye a la siguiente especie:
- Arnoldiellina fluorescens